# كتانية مجنحة البذور
الكتانية مجنحة البذور (باللاتينية: Linaria pterospora) نوع نباتي يتبع جنس الكتانية من الفصيلة الحملية من رتبة الشفويات.

## الموئل والانتشار
تنتشر في بلاد الشام.